# فصل جادوگری (فیلم ۲۰۱۱)
فصل جادوگری (به انگلیسی: Season of Witch) فیلمی است آمریکایی در ژانر اکشن ماوراء طبیعی به کارگردانی دامینیک سینا و بازی شانه به شانه نیکولاس کیج و ران پرلمن. این دو بازیگر شوالیه‌هایی هستند که از دوران جنگ‌های صلیبی بازگشته بودند و برای پیدا کردن سرزمین مادریشان که دچار مرگ سیاه شده بود، تلاش می‌کردند.

## داستان
بِهمِن بلادبریک و دوستش فیلسون دو شوالیه هستند که از جنگ‌های صلیبی فرار کرده‌اند و در جستجوی سرزمین مادری خود در اروپا هستند. آن‌ها در سفرشان متوجه شیوع مرگ سیاه در آن منطقه می‌شوند و هنگامی که برای استراحت به شهری که مردم آن دچار مرگ سیاه شده‌اند می‌روند توسط مأموران آنجا دستگیر می‌شوند و برای آزاد شدن و نجات جان خود مجبور می‌شوند تا دوباره به خدمت کلیسا درآیند. آن‌ها مأموریت پیدا می‌کنند تا دختری جادوگر را باعث شیوع مرگ سیاه در آن منطقه شده را برای محاکمه به شهری دیگر انتقال دهند.